# Curtis Brown
Curtis Lee Brown , Jr., detto Curt (Elizabethtown, 11 marzo 1956), è un ex astronauta statunitense.
È un veterano dei viaggi spaziali con ben 6 missioni dello Space Shuttle completate.